# Hertogdom Anhalt-Dessau
Het hertogdom Anhalt-Dessau (Duits: Herzogtum Anhalt-Dessau) was een Duitse staat die bestond van 1807 tot 1853. Het behoorde tussen 1807 en 1813 tot de Rijnbond en van 1815 tot 1853 tot de Duitse Bond. Het land werd geregeerd door het Huis Anhalt-Dessau, een linie uit de dynastie van de Ascaniërs. De hoofdstad en het hof waren gevestigd in Dessau. Andere residenties waren Mosigkau, Oranienbaum en Zerbst.
Anhalt-Dessau lag in Midden-Duitsland en bestond vijf landsdelen met twee exclaves. De kern van het land lag rond de samenvloeiing van de Elbe en de Mulde rond de hoofdstad Dessau. Ten noorden van de Elbe lagen Zerbst met de exclave Gödnitz en Nedlitz. In het westen van het land lagen Gröbzig, Sandersleben en de exclave Großalsleben.
Tijdens de napoleontische oorlogen ontbond keizer Frans II in 1806 het Heilige Roomse Rijk. Hierdoor werden de Duitse territoria, waaronder het vorstendom Anhalt-Dessau, soevereine staten. Een jaar later trad Anhalt-Dessau toe tot de door Napoleon beheerste Rijnbond en werd het tot hertogdom verheven. Na de nederlaag van Napoleon in 1813 sloot het land zich aan bij de geallieerden en in 1815 werd het lid van de Duitse Bond. Na het uitsterven van het hertogelijke huis van Anhalt-Köthen in 1847 erfde hertog Leopold IV Frederik het hertogdom Köthen. In 1853 werden de twee hertogdommen officieel verenigd tot Anhalt-Dessau-Köthen.

## Geschiedenis
Anhalt-Dessau trad op 18 april 1807 toe tot de Rijnbond, waardoor het vorstendom tot hertogdom werd verheven.
Het hertogdom was sinds 1815 deel van de Duitse Bond. In 1827 werd de Evangelische Landskerk gesticht.
Leopold IV Frederik deed in de Maartrevolutie van 1848 liberale concessies, die hij later weer terugdraaide. Op 29 oktober 1848 kreeg het land een grondwet, maar deze werd op 4 november 1854 weer opgeheven.
Na het uitsterven van het regerende huis van Anhalt-Köthen in 1847 werden beide hertogdommen onder hem in personele unie verenigd. Omdat de hertog van Anhalt-Bernburg onbekwaam was om te regeren en ook geen opvolgers had, speelde Anhalt-Bernburg geen rol bij de successie in Anhalt-Köthen. Op 22 mei 1853 voegde Leopold IV Frederik zijn staten samen tot Anhalt-Dessau-Köthen. Na het uitsterven in 1863 van Anhalt-Bernburg werden alle landen herenigd tot Anhalt.

## Hertogen
- 1807 - 1817: Leopold III Frederik Frans
- 1817 - 1853: Leopold IV Frederik